# Босоле (Торино)
Босоле је насеље у Италији у округу Торино, региону Пијемонт.
Према процени из 2011. у насељу је живело 58 становника. Насеље се налази на надморској висини од 223 м.